# Рублиха
Рублиха — река в России, протекает в Алапаевском районе Свердловской области.
Исток Рублихи находится к югу от посёлка Ельничная. Устье реки находится в 50 км по правому берегу реки Мугай, к северо-западу от посёлка Бубчиково. Длина реки Рублихи составляет 21 км. В 17 км от устья, по левому берегу Рублихи, в неё впадает река Липовая.

## Данные водного реестра
По данным государственного водного реестра России, Рублиха относится к Иртышскому бассейновому округу, речному бассейну Иртыша, речному подбассейну Тобола. Водохозяйственный участок — Тагил от города Нижнего Тагила и до устья.
Код объекта в государственном водном реестре — 14010501512111200005637.